# インターロイキン
インターロイキン（Interleukin）とは一群のサイトカインで、ヘルパーT細胞（leukocyte から-leukin）によって分泌され、細胞間（inter-）コミュニケーションの機能を果たすものをいう。ILと略される。

## 概要
初め個別に命名されリンフォカインやモノカインとしても分類され混乱したため、1979年に整理され、ILのあとにタンパク質として同定された順に番号を付けて呼ぶことになった。現在30種類以上が知られている。
免疫系の機能は多くをインターロイキンに負っており、自己免疫疾患や免疫不全の多くの難病もインターロイキンに関係している。
主なものを示すと次のようであるが、単球やマクロファージが産生するものはモノカイン、リンパ球が産生するものはリンフォカインにも分類される。
- IL-1：マクロファージによって分泌され急性期反応を誘導する。
- IL-2：T細胞によって分泌されT細胞の増殖と分化を促進する。がんの免疫療法に用いられる。
- IL-3：T細胞によって分泌され骨髄幹細胞を刺激する。
- IL-4：B細胞の増殖とT細胞および肥満細胞の分化に関与する。アレルギー反応で重要。
- IL-5：B細胞を刺激してIgAを産生させ、 また好酸球を刺激する。
- IL-6：マクロファージを刺激して急性反応を誘導する。
- IL-7：B細胞、T細胞、NK細胞の生存、分化、ホメオスタシスに関与する。
- IL-8：好中球の走化性を誘導する。
- IL-9：肥満細胞を刺激する。
- IL-10：樹状細胞を抑制することによって、Th1サイトカイン産生を阻害する。
- IL-11：急性期タンパク質を産生させる。
- IL-12：NK細胞を刺激し、Th1への分化を誘導する。
- IL-13：B細胞の増殖と分化を刺激し、Th1細胞を阻害し、マクロファージの炎症性サイトカイン産生を阻害する。
- IL-14：活性化B細胞の増殖誘導。B細胞の抗体産生抑制。T細胞から産生。
- IL-15：末梢血単球および上皮細胞から産生。キラーT細胞の活性化。B細胞の増殖と分化誘導。
- IL-17：炎症性サイトカインの産生を誘導する。
- IL-18：インターフェロン-γの産生を誘導する。